# مادر عروس (فیلم ۲۰۲۴)
مادر عروس (به انگلیسی: Mother of the Bride) یک فیلم کمدی رمانتیک آمریکایی محصول سال ۲۰۲۴ به کارگردانی مارک واترز و نویسندگی رابین برنهایم است. بروک شیلدز، میرندا کازگرو، شان تیل، چاد مایکل موری، ریچل هاریس و بنجامین برت در این فیلم به ایفای نقش پرداخته‌اند.
این فیلم در نتفلیکس در ۹ می ۲۰۲۴ منتشر شد. تا پایان ژوئن، این فیلم ۷۷ میلیون بازدید جمع‌آوری کرد.

## داستان
اِما پس از یک سال خارج از کشور در لندن، به خانه بازمی‌گردد و مادرش لانا را با خبر ازدواجش در یک اقامتگاه در پوکت، تایلند، شگفت زده می‌کند. اوضاع وقتی بدتر می‌شود که لانا متوجه می‌شود که شوهر آینده آر جی پسر ویل است، مردی که سال‌ها قبل قلب او را شکست.

## ساخت
فیلمبرداری در آوریل ۲۰۲۳ در استان پوکت، تایلند آغاز شد.

## بازخوردها
- در وب‌سایت جمع‌آوری نقد راتن تومیتوز از رای ۴۸ نقد منتقد، با میانگین امتیاز ۳٫۳ از ۱۰ مثبت است.
- در متاکریتیک که از میانگین وزنی استفاده می‌کند، بر اساس رای ۱۲ منتقد، امتیاز ۳۹ از ۱۰۰ را به این فیلم اختصاص داد که نشان دهنده نقدهای «به طور کلی نامطلوب» است.